# Claus Lundekvam
Claus Lundekvam (* 22. Februar 1973 in Austevoll) ist ein ehemaliger norwegischer Fußballspieler. 2007 beendete er als amtierender Kapitän des damaligen englischen Zweitligisten FC Southampton seine Spielerkarriere.
Zuvor hatte er den Großteil seiner Karriere bei den "Saints" verbracht.

## Vereinskarriere

### Karrierebeginn
Geboren auf der Insel Austevoll, kam Lundekvam bereits im Jugendalter aufs Festland in die Jugendabteilung von Brann Bergen. Dort unterschrieb er 1993 auch seinen ersten Profivertrag und erlangte ab 1994 auch einen Stammplatz in der Bergener Defensive. Bis 1996 absolvierte er 53 Spiele mit einem Torerfolg in der höchsten norwegischen Spielklasse, ohne jedoch einen Titel gewinnen zu können. 

### Lebende Legende der „Saints“
Im Herbst 1996 wurde er daraufhin im Doppelpack mit Landsmann Egil Østenstad vom Premier-League-Cub FC Southampton verpflichtet. Es sollte der erste und auch zugleich letzte Vereinswechsel in seiner Karriere werden. Der frischgebackene Southampton-Manager, Graeme Souness hatte ihn bereits zu Galatasaray-Zeiten beobachten lassen und plante mit ihm als Stützpfeiler in der Abwehr der Saints. Sowohl Østenstad wie auch Lundekvam schlugen von Beginn an ein und erhielten einen Platz in der Stammformation der Mannschaft. 
In Folge bildete Lundekvam über Jahre mit Ken Monkou eine zuverlässige Innenverteidigung, die die traditionell offensivschwache,- mit Ausnahme von Superstar Matt Le Tissier, im Mittelfeld der Premier League hielt. Als Monkou zur Saison 2000/01 aus altersbedingten Gründen an Huddersfield Town verkauft wurde, übernahm der Marokkaner Tahar El Khalej dessen Part, ehe sich dieser zur Folgesaison schwer verletzte. Ihm folgten eine Riege an verschiedenen Innenverteidigern, wie die der Schweden Michael Svensson und Andreas Jakobsson, die jedoch allesamt nicht restlos überzeugen konnten. Über all die Jahre blieb lediglich Lundekvam die Konstante in der Innenverteidigung der Saints, welcher nach dem Rücktritt von Le Tissier zum uneingeschränkten Chef und Kapitän avancierte. Nach dem Karriereende Le Tissiers fehlte es der Mannschaft jedoch im Mittelfeld an Substanz. Der frühere Starspieler Jamie Redknapp entwickelte sich zu einem kapitalen Flop und auch die Defensive, die bisher zur größten Stärke der Saints zählte, strahlte nicht mehr die Sicherheit vergangener Tage aus. So stieg man am Ende der Saison 2004/05 nach 27 Jahren Ligazugehörigkeit aus der Premier League ab. Der Abstieg kam für die Verantwortlichen der Saints mehr als überraschend, hatte man doch zum ersten Mal seit Jahren mit Kevin Phillips, James Beattie und Peter Crouch eine durchschlagskräftige Offensivabteilung geformt.
Als es daraufhin zum Ausverkauf bei Southampton kam und fast der gesamte Kader das Weite suchte, blieb Lundekvam dem Verein treu. Vor allem ein Wechsel zu Ex-Trainer Gordon Strachan, der Lundekvam unbedingt zu Celtic Glasgow holen wollte, war so gut wie sicher, ehe er sich Lundekvam für einen Verbleib entschied. Diese Entscheidung wurde ihm von den Fans hoch angerechnet. 
In Spielzeit eins nach dem Abstieg taten sich die Saints schwer und erreichten nur einen enttäuschenden 12. Tabellenendrang. In der Folgesaison erholte man sich wieder, hatte mit 53 Gegentoren die beste Defensive der Liga und erreichte mit Tabellenplatz 6 die Relegationsspiele für die Premier League. In den Entscheidungsspielen musste man verletzungsbedingt auf Lundekvam verzichten und schied im Elfmeterschießen gegen Derby County aus.
Zuvor hatte er sich im entscheidenden Spiel um die Relegationsplätze Southend United einen Bruch des Fußgelenks zugezogen und war bis zum Februar 2008 rekonvaleszent. In Folge versuchte er noch einmal ein Comeback, was aber durch chronische Fußgelenksschmerzen vereitelt wurde. Im März 2008 gab er daraufhin sein Karriereende bekannt. Bis zuletzt war er Kapitän der Mannschaft geblieben. Er gilt neben Matt Le Tissier als die prägendste Persönlichkeit des Vereines in der Neuzeit. Am 18. Juli 2008 wurde er in einem Abschiedsspiel gegen Celtic Glasgow offiziell als Southampton-Spieler verabschiedet. Zuvor hatte er seinen Verein um £100,000 einen neuen Rasen gespendet.
In seiner langen Karriere bei den Saints trug er sich auch mehrfach in die Annalen des Vereins ein:
- Mit insgesamt 412 Einsätzen für Southampton in Bewerbsspielen ist er der meisteingesätzte Legionär des Vereins.
- In der ewigen Einsatzstatistik der Saints wird er auf Platz 9 geführt.
- In der Premier League lief er insgesamt 256 Mal für Southampton auf. Damit war er der norwegische Rekordspieler in der Premier League, bevor er von John Arne Riise abgelöst wurde.

Ein Titelgewinn blieb ihm in seiner gesamten Karriere verwehrt. Als Höhepunkt kann das FA-Cup-Finale 2003 gewertet werden, welches Southampton mit 0:1 gegen den FC Arsenal verlor.

## Nationalmannschaft
Anders als die meisten norwegischen Nationalspieler wurde Lundekvam für keine Jugendauswahlmannschaft seines Landes nominiert. 
Im November 1995 debütierte er für Norwegen im Freundschaftsspiel gegen Jamaika. Daraufhin zählte er bis 2002 zum erweiterten Kreis der Nationalmannschaft, ohne sich jedoch gegen die etatmäßigen Innenverteidiger wie etwa Henning Berg, Ronny Johnsen oder Kjetil Rekdal durchsetzen zu können. So kam es auch, dass er nicht in den norwegischen Kader für die Fußball-Weltmeisterschaft 1998 in Frankreich nominiert wurde. 
Als mit Ronny Johnsen und Erik Hoftun zwei Defensivspieler für die Fußball-Europameisterschaft 2000 in Belgien und den Niederlanden ausfielen, rechneten viele mit der Nominierung Lundekvams, der zu dieser Zeit ansprechende Leistungen in der englischen Premier League zeigte. Doch der damalige Nationalmannschaftstrainer Nils Johan Semb nominierte überraschend, die auf internationaler Bühne weitestgehend unerfahrenen André Bergdølmo und Bjørn Otto Bragstad in den endgültigen Kader und ignorierte Lundekvam.
Erst ab 2002 kam es zur regelmäßigen Einberufung ins Nationalteam. Als 2003 Åge Hareide zum Nationalmannschaftstrainer ernannt wurde, erlangte er endgültig einen Stammplatz. Am 9. Oktober 2003 führte er daraufhin im Freundschaftsspiel gegen Portugal zum ersten Mal die Nationalmannschaft als Kapitän auf den Platz. Zu Beginn noch als Ersatz für Henning Berg, teilte er sich ab 2004 das Amt mit Martin Andresen, bis dieser von Hareide zum etatmäßigen Kapitän ernannt wurde. 
Sein letztes Länderspiel bestritt er in der Qualifikation zur Fußball-Weltmeisterschaft 2006 bei der 1:2-Niederlage gegen Schottland.
Einen Meilenstein setzte er mit einem Tor beim 2:0-Sieg gegen Bosnien im Qualifikationsspiel für die Fußball-Europameisterschaft 2000. Es war das 1000. Tor in der Historie der norwegischen Fußballnationalmannschaft. 
Insgesamt kam er zu 40 Länderspieleinsätzen mit 2 Torerfolgen. In 11 Länderspielen durfte er sein Land als Kapitän aufs Feld führen. Die Teilnahme an einem großen Fußballturnier mit Norwegen, blieb ihm verwehrt.

## Erfolge
- Inhaber der Goldenen Uhr (40 Länderspieleinsätze)